# Urban Guerrilla
«Urban Guerrilla» es una canción interpretada por la banda británica de rock Hawkwind. Fue publicada como sencillo a finales de julio de 1973, junto con «Brainbox Pollution» como lado B, y alcanzó el puesto #39 en el Reino Unido.

## Letras y controversias
Robert Calvert escribió y cantó la letra, siendo esta la única grabación de estudio de Hawkwind con la voz de Calvert antes de unirse a la banda como líder y vocalista permanente en 1976. 
En el momento del lanzamiento del sencillo, el IRA había instigado una campaña de bombardeos en Londres y la BBC se negó a reproducir el sencillo. Después de deliberar y la breve idea de promocionar el lado b («Brainbox Pollution», que trataba sobre los efectos del uso indebido de drogas), el gestor de la banda optó por retirar el sencillo afirmando que “aunque el sencillo se vendía muy bien, no queríamos sentir que se podían obtener ventas por asociación con eventos recientes – a pesar de que la canción fue escrita por Bob Calvert hace dos años como un comentario satírico y fue grabada hace tres meses”. Dave Brock declaró posteriormente que “fue estúpido retirarlo, estaban paranoicos de que los bombardearían. Pensé que esa canción era todo de lo que se trataba en los años de 1970”.
Calvert originalmente afirmó que la letra era una sátira, pero luego afirmó que “no me sorprendió que la BBC la prohibiera en absoluto, de hecho, esperaba que causara mucha controversia”. Lemmy Kilmister explica que “una vez hicimos un concierto benéfico para Stoke Newington Eight. Eran anarquistas de algún tipo (Brigada Iracunda) – que hacían bombas en tu sótano y todo eso. «Urban Guerrilla» se trataba de eso. Así es como era Calvert”.
Se informó en ese momento que el departamento de artificieros allanó y registró el piso de Nik Turner en Gloucester Road, pero una entrevista de 1998 con Turner sugiere que esta actividad tenía más que ver con visitar Hells Angels en busca de una conexión con un homicidio.

## Lanzamientos
«Urban Guerrilla» fue publicado por primera vez como sencillo el 27 de julio de 1973 por United Artists Records, y alcanzó el puesto #39 en la lista de sencillos del Reino Unido. La canción no apareció en un ningún álbum de estudio de la banda hasta el álbum recopilatorio Roadhawks (1975). También apareció en la reedición remasterizada de Doremi Fasol Latido como un bonus track.
Desde su lanzamiento, «Urban Guerrilla» ha aparecido en varios álbumes recopilatorios, incluyendo Anthology, Vol. I (1986), The Hawkwind Collection (1986), British Tribal Music (1987), The Hawkwind Collection (1987), 14 Rock Hard Hits (1989), Acid Daze (The History of Hawkwind) (1990), Epocheclipse: The Ultimate Best of Hawkwind (1999), Silver Machine (2001), Very Best Album Ever (2002), Parallel Universe (2011), y Best of the United Artists Years: 1971–1974 (2017). La canción también ha aparecido en álbumes recopilatorios de varios artistas como Top of the Pops Collection (2008), 100 Hits: 70s Classics (2012), 100 Hits: Rock Classics (2012), y High in the Morning: The British Progressive Pop Sounds of 1973 (2022).
El 20 de abril de 2013, el sello discográfico EMI reeditó el sencillo en una edición del 40.º aniversario para el Record Store Day.

## Posicionamiento
| Gráfica (1973)                 | Pico de posición |
| ------------------------------ | ---------------- |
| Reino Unido (UK Singles Chart) | 39               |